# Broen til Terabithia (roman)
Broen til Terabithia er en børnebog fra 1977 skrevet af Katherine Paterson. Bogen handler om to ensomme børn, der skaber deres eget fantasiunivers kaldet Terabithia.
Historien starter med at Jess, kommer i skole og finder ud af at der starter en ny pige i klassen, Leslie. Det viser så at hun også er nabo til ham og de bliver gode venner.

## Filmatisering
Bogen er blevet filmatiseret to gange senest 2007 med Josh Hutcherson i hovedrollen.
| Bog | Spire Denne artikel om bøger og tidsskrifter er en spire som bør udbygges. Du er velkommen til at hjælpe Wikipedia ved at udvide den. |